# Collège Stanislas
Collège Stanislas thường được gọi là Stan, là một trường Công giáo tư thục có chọn lọc cao ở Paris, nằm trên "Rue Notre-Dame-des-Champs" ở quận 6. Nó có hơn 3.000 học sinh, từ mầm non đến classes préparatoires (các lớp học để chuẩn bị cho học sinh vào các trường đại học ưu tú như École Polytechnique, CentraleSupélec, Trường Kinh doanh ESSEC, Trường Kinh doanh ESCP và HEC Paris), và là trường tư thục lớn nhất ở Pháp. Stanislas được coi là một trong những ngôi trường danh giá và ưu tú nhất của Pháp. Trường được xếp hạng đầu tiên vào năm 2019 cho khối trung học.

## Sinh viên tốt nghiệp nổi tiếng
- Georges Thierry d'Argenlieu, một nhà ngoại giao và đô đốc người Pháp
- Anatole France, nhà văn Pháp đoạt giải Nobel Văn học năm 1921